# Sakura Motoki
Sakura Motoki (in giapponese 元木咲良?, Motoki Sakura; 20 febbraio 2002) è una lottatrice giapponese, specializzata nella lotta libera, campionessa olimpica a Parigi 2024 nei -62 kg.

## Biografia

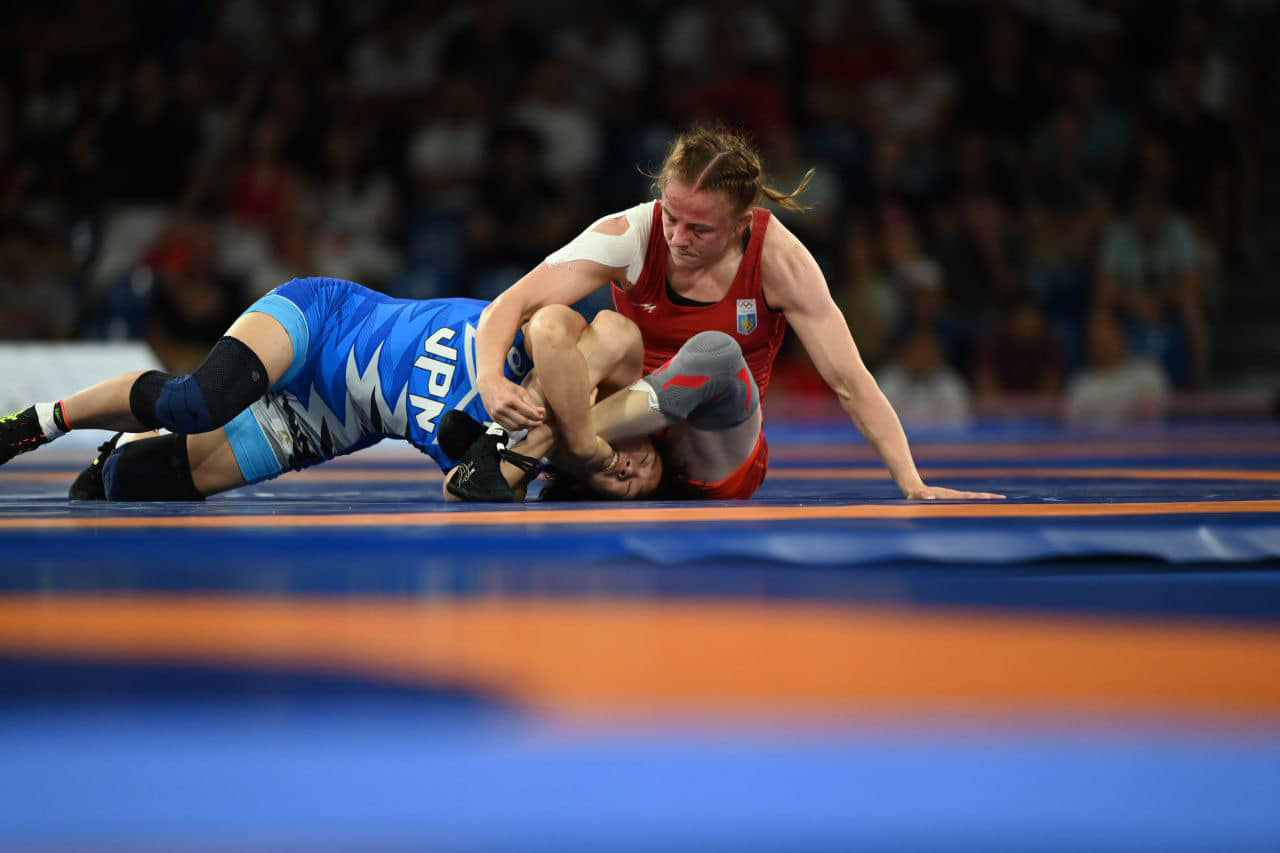
Sakura Motoki e Iryna Koljadenko nella finale olimpica di.

È figlia di Yasutoshi Motoki, anche lui lottatore greco-romanista di caratura internazionale; partecipò ai Giochi olimpici estivi di Sydney 2000.
Ai mondiali di Belgrado 2022 ha conquistato il bronzo nei 59 kg. Ai quelli di Belgrado 2023 è stata vice-campionessa iridata nei 62 kg ed ha guadagnato un posto ai Giochi olimpici. 
Ai campionati asiarici di Biškek 2024 ha vinto l'argento nei 62 kg, perdendo la finale contro la kirghisa Aisuluu Tynybekova.
Ha rappresentato il Giappone ai Giochi olimpici estivi di Parigi 2024 nel torneo dei -62 kg, dove ha superato nell'ordine la rumena Kriszta Incze agli ottavi, la canadese Ana Godinez ai quarti, la norvegese Grace Bullen in semifinale e l'ucraina Iryna Koljadenko in finale, aggiudicandosi il titolo a cinque cerchi.

## Palmarès
| Anno | Manifestazione      | Sede     | Evento | Risultato | Note |
| ---- | ------------------- | -------- | ------ | --------- | ---- |
| 2018 | Mondiali cadetti    | Zagabria | 46 kg  | Oro       |      |
| 2022 | Mondiali U20        | Sofia    | 59 kg  | Oro       |      |
| 2022 | Mondiali            | Belgrado | 59 kg  | Bronzo    |      |
| 2023 | Mondiali            | Belgrado | 62 kg  | Argento   |      |
| 2024 | Campionati asiatici | Biškek   | 62 kg  | Argento   |      |
| 2024 | Giochi olimpici     | Parigi   | 62 kg  | Oro       |      |